# Helleristningerne ved Alta
Helleristningerne i Alta (samisk: Jiepmaluokta) ved Altafjorden i Alta, Troms og Finnmark fylke, tæt ved polarcirklen i Norge, har siden  1985 været på  UNESCOs Verdensarvsliste. 
Siden de første helleristninger  blev fundet i  1973, er mere end 6.000 stenbilleder fundet på flere forskellige lokaliteter rundt om Alta. Hovedlokaliteten ved Jiepmaluokta omkring fem kilometer uden for Alta, har omkring 3.000 selvstændige udhugninger, og er blevet anlagt som et frilandsmuseum. Stedet blev optaget på UNESCOs verdensarvsområdeliste 3. december 1985. Det er Norges eneste forhistoriske  verdensarvsområde.
Helleristningerne har en alder på omkring  7.000 til omkring 2.000 år. Yngre ristninger kendes ikke. Billederne er altid ridset i klipper, som har været tættest på vandlinjen. Tegningerne befinder sig omkring 8,5 meter til 26,5 meter over havoverfladen. Siden afslutningen af sidste istid, da indlandsisen forsvandt, har Norges landmasse hævet sig. Derfor er de ældste ristninger de, som ligger længst fra vandet.
De meget forskelligartede billeder viser en Jæger- og samlerkultur, som var i stand til at holde rensdyr, håndtere skibsbygning og fiskeri, og som praktiserede shamanistiske ritualer, der involverede bjørne og andre dyr. Ud over hvad billederne viser, ved man ikke meget andet om denne kultur.  

## Eksterne kilder og henvisninger
- Wikimedia Commons har flere filer relateret til Helleristningerne ved Alta
- Helleristningerne ved Alta på Riksantikvarens hjemmeside kulturminnesok.no
- Alta Museum Arkiveret 12. august 2007 hos  Wayback Machine
- Unescos side om Altafundene

69°57′N 23°11′Ø / 69.950°N 23.183°Ø